# Cryptanura longipes
Cryptanura longipes là một loài tò vò trong họ Ichneumonidae.